# Куэто Чаваррия, Луис Фернандо
Луис Фернандо Куэто Чаваррия (исп. Luis Fernando Cueto Chavarría; 9 марта 1964, Чимботе, Перу) — современный перуанский поэт, прозаик и публицист. Лауреат национальной литературной премии Перу Премия Копэ (2011) за роман «Этот путь есть», посвященный событиям внутреннего вооружённого конфликта в Перу 80-х годов XX века.

## Биография
Луис Фернандо Куэто Чаваррия родился в 1964 году в городе Чимботе, который на тот момент был одним из крупнейших рыболовецких портов в мире. В 1970 году город был практически полностью разрушен землетрясением и потерял своё промышленное значение, приобретённое в годы «Рыбного Бума» в Перу. Этот период истории родного города, индустриализация тихоокеанского побережья Перу и вызванные ею миграционные феномены нашли отражение в первых романах автора «Лодка на песке» (2005) и «Плачь, сердце…» (2006).
В семнадцать лет, окончив школу, Луис Фернандо Куэто поступил на юридический факультет университета Сан Мартин де Поррес в Лиме, параллельно изучая и литературу. Чтобы финансировать учёбу, Куэто пошел служить в полицию. По службе его направили в Аякучо — один из регионов, где правительство ввело чрезвычайное положение, подавляя деятельность маоистских бригад Сендеро Луминосо. События этого так называемого внутреннего вооружённого конфликта, охватившего Перу в 80-е годы XX века, позднее стали темами романов и рассказов Куэто.
В 1987 году Куэто закончил университет и стал практикующим адвокатом. Литературная карьера Куэто началась с публикации сборника стихов, а известность принес вышедший в 2009 году роман «Дни огня», который годом ранее был отмечен одной из номинаций национальной Премии Политической Литературы 2008 года. В 2011 году роман «Этот путь есть», также посвящённый событиям внутреннего вооружённого конфликта в Перу 1980-х годов, был удостоен высшей награды главного литературного конкурса Перу «Премия Копэ». В 2018 году рассказ Куэто «Месть Джона Леннона» (оригинал: «La Venganza de John Lennon») стал финалистом того же конкурса в категории «рассказ» Премии Копэ.
В 2019 году Куэто получил титул магистра испано-американской литературы в Университете Барселоны, где в 2023 году защитил докторскую диссертацию о творчестве перуанского писателя Хосе Мария Аргедаса. Наряду с произведениями художественной литературы автор публикует статьи в газетах и журналах на темы, связанные с литературой и актуальной политикой Перу.

## Премии и награды
- 2008 — первое почётное упоминание Конкурса Политической Литературы (Concurso de Novela Política) за роман «Дни огня»[9]
- 2011 — победитель международного конкурса «Премия Копэ» (Premio Copé Oro de Novela) за роман «Этот путь есть»[19][20]
- 2018 — финалист конкурса «Премия Копэ» (Premio Copé 2018) за рассказ «Месть Джона Леннона»[12]
- 2023 — победитель национального конкурса им. Хосе Ватанабе (XII edición de Cuento del Premio José Watanabe Varas 2022) за сборник рассказов «Бунт»[21]

## Произведения
Список произведений составлен на основании данных официального сайта и биографических справок.
- Сборник стихов «Labra palabra» (с исп. — «Шлифуя слово»), издательство Río Santa Editores, Чимботе, 1997
- Сборник стихов «Raro oficio» (с исп. — «Редкое ремесло»), издательство Río Santa Editores, Чимботе, 2001
- Роман «Lancha varada» (с исп. — «Лодка на песке»), издательство Río Santa Editores, Чимботе, 2005
- Роман «Llora corazón» (с исп. — «Плачь, сердце…»), 2006 издательство Río Santa Editores, Чимботе, 2006 и издательство San Marcos, Лима, 2012[5]
- Роман «Días de fuego» (с исп. — «Дни огня»), издательство San Marcos, Лима, 2009
- Роман «Ese camino existe» (с исп. — «Этот путь есть»), издательство Petróleos del Perú, Лима, 2012[23][24]; издательство Alejandria Editores, Чимботе, 2016[25][26]; издательство Trascender, Лима, 2018 и издательство Círculo Rojo, Испания, 2020
- Повесть «Los Chuchan Boys» (с исп. — «Мерзкие Мальчишки»), издательство Río Santa Editores, Чимботе, 2012
- Эссе «El mito de Orfeo» (с исп. — «Миф об Орфее»), в антологии, издательство San Marcos, Лима, 2013[27]
- Роман «El diluvio de Rosaura Albina» (с исп. — «Потоп Розауры Альбина»), издательство Santuario Editorial, Лима, 2014[28][29][30][31]
- Сборник рассказов «El hereje» (с исп. — «Еретик»), издательство Trascender, Лима, 2018[32][33]
- Роман «La balada para los arcángeles» (с исп. — «Баллада для архангелов»), издательство Peísa, Лима, 2019[34][35][36]
- Роман «Cosecha de tiburones» (с исп. — «Жатва акул»), издательство Distrito 94, Armilla, 2021[37]
- Сборник рассказов «La rebelión» (с исп. — «Бунт»), издательство APJ, Лима, 2023[38]